# Sebastiano Martinelli
Sebastiano Martinelli (Borgo Sant'Anna, 20 augustus 1848 - Rome, 4 juli 1918) was een Italiaans geestelijke en kardinaal van de rooms-katholieke kerk.
Martinelli studeerde aan het seminarie van Lucca en aan het Collegio'Agostino in Rome. Hij trad toe tot de augustijner heremieten en werd in 1865 geprofest. Hij werd op 4 maart 1871 priester gewijd. Hij doceerde theologie aan het Collegio Santa Maria in Pusterula in Rome en werd in 1889 gekozen tot generaal-overste van zijn orde. In 1895 werd hij als zodanig herkozen. 
Paus Leo XIII benoemde hem in 1896 tot titulair aartsbisschop van Efese en tot apostolisch delegaat in de Verenigde Staten. Tijdens het consistorie van 15 april 1901 werd hij kardinaal gecreëerd. De Sant'Agostino werd zijn titelkerk. Kardinaal Martinelli was de laatste augustijn die kardinaal werd, tot in 2012 pater Prospero Grech in het College van Kardinalen werd opgenomen. Hij nam deel aan het conclaaf van 1903 dat leidde tot de verkiezing van paus Pius X. In 1909 werd hij prefect van de Congregatie voor de Riten. Door ziekte kon hij niet deelnemen aan het conclaaf van 1914 waarbij paus Benedictus XV werd gekozen.
Kardinaal Martinelli overleed in 1918 in Rome. Zijn lichaam werd bijgezet in het augustijner mausoleum op Campo Verano.
- International Standard Name Identifier: 0000 0003 8092 3974
- Istituto Centrale per il Catalogo Unico: CUBV100208
- Virtual International Authority File: 260194893